# Filipe III de Navarra
Filipe III (27 de março de 1306 – Jerez de la Frontera, 16 de setembro de 1343) foi conde de Évreux e rei consorte de Navarra. Ele foi o filho mais velho de Luís Capeto, conde de Évreux, e de Margarida de Artois. Recebeu o nome do avô paterno, o rei Filipe III, o Bravo, da França.

## Vida
Filipe herdou o condado de Évreux em 1319, com a morte de seu pai. Dez anos depois, em 9 de outubro de 1329, ele casou com a rainha Joana II de Navarra, sua prima-segunda, tornando-se assim rei consorte. Ele e Joana tiveram oito filhos, dos quais sete teriam progênie, incluindo seu filho mais velho e herdeiro, Carlos.
Joana tinha domínios extensos no norte da França, assim como em Navarra. Por causa de suas terras e de seus muitos parentes reais, Filipe e sua esposa eram influentes tanto na França quanto em Navarra.
Filipe participou ativamente na Reconquista da Ibéria. Ele se uniu a Afonso XI de Castela contra o Reino de Granada e foi mortalmente ferido no pescoço por uma flecha, vindo a falecer no cerco a Jerez de la Frontera, aos 37 anos.

## Descendência
Seus filhos com Joana II foram:
- Maria (1330 - 29 de abril de 1347), casada com Pedro IV de Aragão;
- Branca (1331 - 5 de outubro de 1398), casada com Filipe VI da França;
- Carlos, o Mal (outubro de 1332 - 1 de janeiro de 1387), rei de Navarra e conde de Évreux;
- Inês (c. 1334 - 1400), casada com Gastão Febo, conde de Foix;
- Filipe (1336 - 29 de agosto de 1363), conde de Longueville;
- Joana (c. 1338 - 1387), freira;
- Joana (c. 1339 - 20 de novembro de 1403), casada com João I, visconde de Rohan;
- Luís (1340 - 1376), conde de Beaumont-le-Roger e duque de Durazzo.